# Romeu Pereira dos Santos
Romeu Pereira dos Santos, o semplicemente Romeu (Itamaraju, 13 febbraio 1985), è un ex calciatore brasiliano, di ruolo centrocampista.

## Palmarès

### Club

#### Competizioni statali
- Campionato Carioca: 1

Fluminense: 2005

#### Competizioni nazionali
- Coppa del Brasile: 1

Fluminense: 2007